# Eckehard Feigenspan
Eckehard „Ekko“ Feigenspan (* 13. Mai 1935 in Wöllstadt) ist ein ehemaliger deutscher Fußballspieler, der zwei B-Länderspiele für Deutschland bestritten hat und 1959 als Aktiver von Eintracht Frankfurt die deutsche Meisterschaft gewonnen hat.

## Laufbahn

### Deutsche Meisterschaft 1959
Der 19-jährige Stürmer Eckehard Feigenspan wechselte 1954 vom SV 1923 Nieder-Wöllstadt zu den Schwarz-Weißen vom VfB Friedberg in die 1. Amateurliga Hessen. Bereits nach einer Saison in der Hessenliga bekam er ein Vertragsangebot von Eintracht Frankfurt und wechselte 1955 in die Oberliga Süd. Bereits am zweiten Spieltag, beim 5:3-Auswärtserfolg bei den Stuttgarter Kickers, kam er zum Debüt in der Oberliga. Zusammen mit Erich Bäumler, Hans Weilbächer, Richard Kreß und Alfred Pfaff bildete er den Sturm der Eintracht. Insgesamt kam er in seiner ersten Runde 1955/56 bei der Elf vom Riederwald auf 13 Einsätze mit fünf Toren. In seiner vierten Saison bei der Eintracht, 1958/59, führte der von Kickers Offenbach gekommene Trainer Paul Oßwald die Frankfurter zur süddeutschen Meisterschaft und zog damit auch in die Endrunde um die deutsche Fußballmeisterschaft 1959 ein. „Ekko“ Feigenspan hatte zu diesem Erfolg als kopfballstarker Mittelstürmer in 27 Spielen 21 Tore beigesteuert. In der Endrunde setzte sich die Oßwald-Elf souverän mit sechs Siegen gegen Werder Bremen, gegen den FK Pirmasens und den 1. FC Köln durch und zog damit in das Finale ein. Der 24-jährige Feigenspan lief während der Endrunde zur Höchstform auf. In den Gruppenspielen erzielte er neun Tore. Beim 5:3-Final-Erfolg nach Verlängerung am 28. Juni 1959 in Berlin gegen den Lokalrivalen Kickers Offenbach folgten drei weitere Treffer. Eingerahmt von den Offensivkönnern Richard Kreß, István Sztani, Alfred Pfaff und Dieter Lindner konnte er seine Torgefährlichkeit ausspielen. Nach dem Gewinn des Meistertitels wechselte der Mittelstürmer zum TSV 1860 München, weil er ein Maschinenbau-Studium fortführen wollte. In 79 Oberligaspielen hatte Feigenspan für die Eintracht 52 Tore erzielt.

### 1860 München und Rot-Weiss Essen, 1959 bis 1967
Bundestrainer Sepp Herberger testete „Ekko“ Feigenspan am 3. Oktober und 8. November 1959 zwar zweimal in der B-Nationalmannschaft bei den Länderspielen gegen die Schweiz und Ungarn, da er es aber bei den „Löwen“ in den drei Runden bis zum Jahr 1962 nie zum Stammspieler brachte, kam es zu keinen weiteren Berufungen mehr durch den DFB. Mit Alfred Heiß, Hans Küppers, Rudi Brunnenmeier und Johann Auernhammer standen Trainer Max Merkel herausragende Stürmer zur Verfügung, so dass Feigenspan im Sommer 1962 nach 41 Oberligaeinsätzen mit 20 Toren in den Westen zu Rot-Weiss Essen in die 2. Liga West wechselte. Im letzten Jahr des alten Ligasystems (Oberligafußball, 2. Ligen) kam RWE auf den sechsten Rang und war damit für die neue Regionalliga West zur Saison 1963/64 qualifiziert. Nach dem 10. und 7. Rang in den Jahren 1964 und 1965 schob sich Essen in der Saison 1965/66 mit Trainer Fritz Pliska auf den 2. Platz vor und zog damit in die Aufstiegsrunde zur Fußball-Bundesliga ein. Die Meisterschaft im Westen holte sich Fortuna Düsseldorf und auf dem dritten Rang landete Alemannia Aachen. In den drei Runden in der Regionalliga hatte Feigenspan in 80 Spielen 34 Tore für die Elf von der Hafenstraße erzielt. In der Aufstiegsrunde setzten sich die Rot-Weißen mit 8:4 Punkten gegenüber dem punktgleichen FC St. Pauli durch. In vier von sechs Spielen war der 31-jährige Feigenspan dabei für Essen aktiv im Einsatz gewesen. In der Offensive sorgten für den Aufstieg die weiteren Angreifer Heinz-Dieter Hasebrink, Willi Koslowski, Willi Lippens, Helmut Littek und Herbert Weinberg. Am ersten Spieltag der Bundesliga-Saison 1966/67, am 20. August 1966, absolvierte Feigenspan sein einziges Spiel in dieser Saison für Essen. RWE verlor das Spiel beim MSV Duisburg mit 0:2 Toren und „Ekko“ bildete dabei mit Adolf Steinig das Verteidigerpaar.
Im Sommer 1967 wechselte Feigenspan in das Amateurlager zurück und ließ seine Karriere bei der SSVg Velbert ausklingen.